# 鷹留城
鷹留城（たかとめじょう）は、群馬県高崎市下室田町にあった中規模な日本の城（山城）。箕輪城の西方5キロにある箕輪城の支城の一つ。各種の遺構が原形に近く残っている点で、群馬県内でも稀な城跡である。高崎市指定史跡に指定されている。

## 概要
鷹留城は、 明応年間（1500年頃）、当地を支配する長野尚業によって築かれた山城である。長野尚業の子、憲業が本拠を1512年（永正9年）に築かれた箕輪城に移すまでの間、長野氏の本拠であった。その後も1566年（永禄9年）に落城までの間、箕輪城の有力支城の一つである。『日本城郭大系』には 「箕輪城と相助ける別城一廓の関係にある」 と記されている。城の規模は、南北430メートル、東西300メートル、本丸の高さは東側の谷から70メートルといい、群馬県内でも有数な中規模な山城である。現在にのこる遺構として、本丸以下の曲輪、虎口、大手口、搦手口、井戸、掘切の跡が認められる。また、元城下に長野氏の菩提寺の室田山長年寺があり、「長野氏累代の墓」（長野業尚、業正、憲業、業氏、業固、業茂、業続の7基の五輪塔）がある。

### 現代
- 1982年（昭和57年）4月1日、高崎市指定史跡に指定された。

## 現地情報

### 所在地
- 群馬県高崎市下室田町字城山

### 交通アクセス
- 高崎駅から群馬バス「本郷経由室田行き」で約30分「下室田小学校前」下車、徒歩約20分

### 伝説
武田軍の総攻撃の度に鷹留城は濃霧に覆われ、総攻撃は度々延期された。困り果てた武田信玄は榛名神社に祈願したところ「射よ」との託宣を受け、配下の強者に濃霧に向けて矢を射させたところ、忽ち霧は晴れ上がり、烏川の川べりに一匹の白キツネが死んでいたといい、白キツネは稲荷神の神使だったと伝承されている。武田信玄は榛名神社に弓矢を奉納し、矢立杉（国の天然記念物）の由来となったという。後年、城跡に稲荷大明神の祠が立てられている。